# Erich Arndt (Fußballspieler)
Erich Arndt (bl. 1911–1914) war ein deutscher Fußballspieler.

## Karriere
Arndt gehörte dem BTuFC Viktoria 89 an, für den er von 1911 bis 1913 in den vom Verband Brandenburgischer Ballspielvereine organisierten Berliner Meisterschaften Punktspiele bestritt. Während seiner Vereinszugehörigkeit spielte er als Stürmer und erreichte zweimal mit seiner Mannschaft das Finale um die Berliner Meisterschaft. Als Sieger der Gruppe A unterlag der BTuFC Viktoria 89 dem BFC Preussen, Sieger der Gruppe B, nach Hin- und Rückspiel am 7. und 21. April im Gesamtergebnis mit 2:4. In der Folgesaison setzte er sich mit seinem Verein in einer zehn Mannschaften umfassenden Liga als Meister – zwei Punkte vor dem Berliner BC 03 – durch.
Obwohl der BTuFC Viktoria 89 die Berliner Meisterschaft 1912 knapp verpasste, nahm er als Deutscher Meister des Jahres 1911 und somit als Titelverteidiger erneut an der Endrunde um die Deutsche Meisterschaft teil. Arndt debütierte am 5. Mai 1912 beim 7:0-Viertelfinalsieg beim BuEV Danzig, dabei erzielte er zwischen der 15. und  43. Minute einen lupenreinen Hattrick. Das am 12. Mai 1912 in Berlin ausgetragene Halbfinale hingegen wurde mit 1:2 n. V. gegen den späteren Deutschen Meister, Holstein Kiel, verloren. Seine letzten beiden Endrundenspiele bestritt er am 13. und 27. April 1913 beim 6:1-Viertelfinalsieg in Berlin gegen den SV Prussia-Samland Königsberg – bei dem er das Tor zum 3:0 in der 42. und zum Endstand in der 70. Minute erzielte – und bei der 1:3-Halbfinalniederlage beim VfB Leipzig, dem späteren Deutschen Meister.
Die anschließende Saison, 1913/14, mittlerweile für den Ligakonkurrenten Berliner BC spielend, schloss er als Berliner Meister ab; gleichbedeutend mit der Teilnahme an der Endrunde um die Deutsche Meisterschaft. In dieser bestritt er das am 3. Mai 1914 in Berlin mit 4:0 gewonnene Viertelfinale gegen den FC Askania Forst – bei dem ihm das Tor zum 1:0 in der fünften und zum Endstand in der 68. Minute gelang – und das am 17. Mai 1913 bei der SpVgg Fürth, dem späteren Deutschen Meister, mit 3:4 n. V. verlorene Halbfinale.

## Erfolge
- Berliner Meister 1913  (mit dem BTuFC Viktoria 89), 1914  (mit dem Berliner BC)

## Sonstiges
Bemerkenswert ist, das Arndt seine Tore in den Endrunden um die Deutsche Meisterschaft, immer im Viertelfinale erzielte und in den drei Halbfinalspielen immer an den späteren Deutschen Meistern mit seiner Mannschaft scheiterte.